# Сбаралья, Леонардо
Леона́рдо Ма́ксимо Сбара́лья (исп. Leonardo Máximo Sbaraglia; род. 30 июня 1970) — аргентинский актёр, наиболее известен в Аргентине и Испании. Он также работал в Мексике, и снялся в своей первой англоязычной роли в фильме «Красные огни».

## Ранние годы
Сбаралья родился в Буэнос-Айресе. Его мать, Роксана Рандон — местная театральная актриса и театральный педагог. Он начал актёрскую карьеру в возрасте 16 лет в фильме «Ночь карандашей», — политической документальной драме, режиссёр: Эктор Оливера.

## Карьера
В 1987 году он приобрел популярность среди аргентинской молодежи за роль в сериале «Клаве-де-соль». В последующие годы он снимался в теле- и кинопродукции, а также играл в театре (например, в Ла Соледад-де-Лос-Кампос-де-комплекс algodón, «Близость»). В 1993 году он впервые работал вместе с аргентинским режиссёром Марсело Пиньейро в «Танго фероз: легенда де Tanguito» (Tango feroz: la leyenda de Tanguito). Они собрались снова для «Кабаллос salvajes» (1995) (Caballos salvajes), за который Леонардо Сбаралья получил приз жюри за лучшую актёрскую работу Международного кинофестиваля в Уэльве, а позже за «Cenizas-дель-параисо» (1997) и спектакль «Палёные деньги» (2000).
Сбаралья эмигрировал в Испанию в 1998 году. В 2001 году он снялся вместе с Эйсебио Понселой в триллере режиссёра Хуана Карлоса Фреснадильо «Интакто» и получил премию «Гойя» как лучший новый актёр.
Другие его главные роли — фильм Херардо Вера «Отель Желание» (2002) и экранизация классика Проспера Мериме режиссёром Висенте Аранда «Кармен» (2003). Сбаралья снова работал в 2005 году с режиссёром Антонио Эрнандесом, у которого он уже снялся в фильме «Город без границ» в 2002 году.
Он был номинирован на премию Гойя за лучшую мужскую роль второго плана в 2007 году за его роль Хасуса Ирроре в фильме «Сальвадор (Пуч Антика)» (исп. Salvador (Puig Antich)), в котором он снялся с немецким актёром Даниэлем Брюлем. Город Уэльва удостоил Леонарда почётной награды («Premio Honorífico») в 2005 году.
Сбаралья вернулся в Аргентину в 2008 и снялся у Марсело Пинейро в «Четверге вдов» («Las viudas de los jueves»); за эту роль он был номинирован на премию «Серебряный Кондор» от аргентинской Ассоциации кинокритиков.
Он снимался вместе с Робертом Де Ниро и Сигурни Уивер в фильме Родриго Кортеса «Красные огни» (2012).
Номинировался он также за роль одного из участников дорожной дуэли в фильме Дамиана Шифрона «Дикие истории» (2014).
В 2019 году снялся в роли Федерико, любовника Сальвадора — главного героя фильма Педро Альмодовара «Боль и слава».

## Личная жизнь
С 2001 год Сбаралья женат на художнице и скульпторе Гуадалупе Марин. У них есть ребёнок.

## Фильмография

### Кино
| Название                                                                     | Английское название (если доступно)             | Год  | Роль                |
| ---------------------------------------------------------------------------- | ----------------------------------------------- | ---- | ------------------- |
| Ночь карандашей (La Noche de los lápices)                                    | Night of the Pencils                            | 1986 | Daniel              |
| Копирайт (Copyright)                                                         | Copyright                                       | 1993 |                     |
| Дикое танго (Tango feroz: la leyenda de Tanguito)                            | Wild Tango                                      | 1993 | Pedro               |
| Серый огонь (Fuego gris)                                                     | Grey Fire                                       | 1994 |                     |
| Фотографии души (Fotos del alma)                                             | Pictures of the Soul                            | 1995 |                     |
| Не умирай, не сказав мне, куда уходишь (No te mueras sin decirme adónde vas) | Don’t Die Without Telling Me Where You’re Going | 1995 | Pablo               |
| Дикие лошади (Caballos salvajes)                                             | Wild Horses                                     | 1995 | Pedro               |
| Карлос Монсон, второй суд (Carlos Monzón, el segundo juicio)                 |                                                 | 1996 |                     |
| Поцелуи в лоб (Besos en la frente)                                           |                                                 | 1996 | Sebastián Miguez    |
| Пепел рая (Cenizas del paraíso)                                              | Ashes from Paradise                             | 1997 | Pedro Makantasis    |
| Малая вода (Bajamar)                                                         | Low Tide                                        | 1998 |                     |
| Тугой жгут (Vendado y frío)                                                  |                                                 | 1998 |                     |
| Палёные деньги (Plata quemada)                                               | Burnt Money                                     | 2000 | El Nene             |
| Интакто (Intacto)                                                            | Intact                                          | 2001 | Tomás               |
| Город без ограничений (En la ciudad sin límites)                             | The City of No Limits                           | 2002 | Victor              |
| Нигде (Nowhere)                                                              |                                                 | 2002 | Paolo Brandi        |
| Желание (Deseo)                                                              | Desire                                          | 2002 | Pablo               |
| Утопия (Utopía)                                                              |                                                 | 2003 | Adrián              |
| Кармен (Carmen)                                                              |                                                 | 2003 | José                |
| Клеопатра (Cleopatra)                                                        |                                                 | 2003 | Carlos              |
| Шлюха и кит (La puta y la ballena)                                           | The Whore and the Whale                         | 2004 | Emilio              |
| Наполовину отказано (La mitad negada)                                        |                                                 | 2005 |                     |
| Скрытый (Oculto)                                                             | Hidden, TheThe Hidden                           | 2005 | Alex                |
| Сальвадор Пуч Антик (Salvador (Puig Antich))                                 |                                                 | 2006 | Jesús               |
| Пей (De bares)                                                               | Drink Up                                        | 2006 |                     |
| Конкурсант (Concursante)                                                     | Contestant, TheThe Contestant                   | 2007 | Martín Circo Martín |
| Убить на горе (El rey de la montaña)                                         | King of the Hill                                | 2007 | Quim                |
| Виолончель (Violanchelo)                                                     | Love, Pain and Vice Versa                       | 2008 | Dr. Marquez         |
| Святые (Santos)                                                              |                                                 | 2008 | Arturo Antares      |
| Дневник нимфоманки (Diario de una ninfómana)                                 | Diary of a Sex Addict                           | 2008 | Jaime               |
| Вдовы по четвергам (Las viudas de los jueves)                                | Thursday Widows                                 | 2009 | Ronnie              |
| Ночной коридор (El corredor nocturno)                                        | Night Runner                                    | 2009 | Lopez               |
| Без возврата (Sin retorno)                                                   | Sin retorno                                     | 2010 | Federico Samaniego  |
| В поле (El campo)                                                            | In The Open                                     | 2011 | Santiago            |
| Ковбой (Vaquero)                                                             | Vaquero                                         | 2011 | Alonso              |
| Красные огни (Luces rojas)                                                   | Red Lights                                      | 2012 | Leonardo Palladino  |
| По пистолету в каждой руке (Una pistola en cada mano)                        |                                                 | 2012 | Франциск            |
| Корнелия перед зеркалом (Cornelia frente al espejo)                          | Остатки (Restos)                                | 2012 | Daniel              |
| В дни винила (Días de Vinilo)                                                |                                                 | 2012 | Leonardo Sbaraglia  |
| Дикие истории (Relatos salvajes)                                             | Wild Tales                                      | 2014 | Diego Iturralde     |
| Плавательный бассейн (Aire libre)                                            |                                                 | 2014 |                     |
| Хлоя (Choele)                                                                |                                                 | 2014 | Daniel              |
| Пять секунд до смерти (Cinco segundos antes de morir)                        |                                                 | 2016 | Martín Hodara       |
| В конце туннеля (Al final del tunel)                                         |                                                 | 2016 |                     |
| Боль и слава (Dolor y gloria)                                                |                                                 | 2019 | Федерико Дельгадо   |
| Афера в Майами                                                               |                                                 | 2019 | Хосе Басульто       |

### Телевидение
- 2012-по настоящее время — АН терапия
- 2013 — Дос лунас / Dos Lunas
- 2010 — Lo que el tiempo nos dejó
- 2009 — Самозванцы (Impostores)
- 2009 — Эпитафиос
- 2005 — Аль фило-де-ла-лей
- 2000 — Временный финал
- 1999 — Ла архентина де тато / La Argentina de Tato
- 1998 — Бахамар, ла-Коста-дель-силенсио / Bajamar, la costa del silencio
- 1998 — Касабланка
- 1997 — Гарант (El garante)
- 1996 — De poeta y de loco
- 1993 — Cartas де амор АН кассеты
- 1991 — Божественная комедия
- 1991 — Эль гордо у Эль флако
- 1991 — Сука-любовь
- 1990 — Atreverse
- 1987 — Клаве-де-соль

## Награды
Международная награда «Эмми»
| Год  | Категория                 | Серия       | Награда  |
| ---- | ------------------------- | ----------- | -------- |
| 2010 | Лучшее исполнение актёром | Эпитафиос 2 | Номинант |

Премия Гойя
| Год  | Категория    | Фильм                   | Награда    |
| ---- | ------------ | ----------------------- | ---------- |
| 2006 | Лучший актёр | Сальвадор (Пуиг Antich) | Номинант   |
| 2001 | Лучший актёр | Интакто (Intacto)       | Победитель |

Премия Сюр (исп. Premio Sur de a Mejor actriz protagónica)
| Год  | Категория    | Фильм                      | Награда  |
| ---- | ------------ | -------------------------- | -------- |
| 2010 | Лучший актёр | Грех реторно               | Номинант |
| 2009 | Лучший Актёр | В Las viudas-де-Лос-jueves | Номинант |

Награда Серебряный Кондор
| Год  | Категория    | Фильм                      | Награда    |
| ---- | ------------ | -------------------------- | ---------- |
| 2014 | Лучший актёр | Айре либре                 | В ожидании |
| 2009 | Лучший актёр | В Las viudas-де-Лос-jueves | Номинант   |
| 2004 | Лучший актёр | АН ла Сьюдад-грех límites  | Номинант   |
| 2000 | Лучший актёр | Паленые деньги             | Номинант   |

Фестиваль Screamfest Horror Film Festival
| Год  | Категория    | Фильм                  | Награда    |
| ---- | ------------ | ---------------------- | ---------- |
| 2008 | Лучший Актёр | Эль Рэй де ла монтанья | Победитель |

Награда Мартина Фьерро
| Год  | Категория                            | Фильм       | Награда    |
| ---- | ------------------------------------ | ----------- | ---------- |
| 1997 | Лучший актёр в драматическом сериале | Эль garante | Победитель |
| 1997 | Лучший Актёр Второго Плана           | АН терапия  | Победитель |

Международный Кинофестиваль в Уэльве
| Год  | Категория    | Фильм        | Награда    |
| ---- | ------------ | ------------ | ---------- |
| 1995 | Лучший актёр | Дикие Лошади | Победитель |